# Sự làm cứng nguội
Sự làm cứng nguội là sự tăng độ bền của một kim loại bằng biến dạng dẻo. Sự gia tăng độ bền này xảy ra do sự di chuyển của các sai lệch mạng bên trong cấu trúc tinh thể của vật liệu. Các vật liệu có điểm nóng chảy tương đối cao như các kim loại và hợp kim có thể tăng độ bền theo cách này. Các hợp kim không qua nhiệt luyện, gồm cả thép ít carbon, thường được làm cứng nguội. Một số vật liệu không thể làm cứng nguội tại nhiệt độ thường như Indium, trong khi một số khác chỉ có thể tăng độ bền bằng làm cứng nguội như đồng hay nhôm nguyên chất.
Sự làm cứng nguội tùy vào hoàn cảnh có thể là có chủ đích hoặc không mong muốn. Công nghệ làm cứng nguội có thể được chia ra làm bốn dạng: kéo, nén, uốn và trượt.

## Lý thuyết
Trước khi được làm cứng nguội, mạng của vật liệu có dạng thông thường, không có khuyết tật (không sai lệch). Kiểu mạng không khuyết tật này có thể đạt được bất cứ lúc nào bằng cách ủ. Khi vật liệu được làm cứng nguội, nó trở nên bão hòa bởi các sai lệch mạng mới, và thêm các sai lệch mạng bị ngăn không cho hình thành (phát triển sự kháng cự lại việc hình thành các sai lệch). Sự kháng cự lại việc hình thành các sai lệch thể hiện việc kháng lại biến dạng dẻo, tức là làm tăng độ bền.
Trong tinh thể kim loại, biến dạng không thể đảo ngược thường diễn ra ở tầm vi mô bởi các khuyết tật gọi là sai lệch mạng, sinh ra bởi sự dao động của trường ứng suất cục bộ trong vật liệu lên tới cực điểm với một kiểu tái sắp xếp mạng khi sự sai lệch mạng lan truyền trong mạng. Ở nhiệt độ thông thường sự sai lệch mạng không bị ngăn cản. Thay vào đó các sai lệch này tích lũy, tương tác lẫn nhau tạo ra các chướng ngại làm cản trở đáng kể khả năng di chuyển của chúng. Điều này dẫn tới sự gia tăng độ bền dẻo cũng như làm giảm tính dẻo của vật liệu.
Những biến dạng này làm tăng mật độ sai lệch mạng có thể dẫn tới sự hình thành các đường biên hạt góc nhỏ. Làm cứng nguội thường làm tăng độ bền dẻo do gia tăng số lượng sai lệch và hiệu ứng Hall-Petch của các hạt, và làm giảm độ dẻo. Tác dụng của việc làm cứng nguội có thể được đảo ngược bằng cách ủ vật liệu ở nhiệt độ cao trong đó sự phục hồi và tái tinh thể hóa làm giảm mật độ sai lệch mạng.
Khả năng làm cứng nguội của một vật liệu có thể dự đoán được thông qua phân tích đường cong ứng suất-biến dạng, hoặc tùy theo hoàn cảnh bằng cách kiểm tra độ cứng trước và sau quá trình.

### Biến dạng đàn hồi và biến dạng dẻo
Làm cứng nguội là kết quả của biến dạng dẻo, là sự thay đổi hình dạng vĩnh viễn, khác với biến dạng đàn hồi có thể đảo ngược. Phần lớn các vật liệu kết hợp cả hai loại biến dạng này. Sự làm cứng nguội diễn ra đáng kể nhất với vật liệu dẻo như kim loại.
Phép thử kéo được dùng rộng rãi để nghiên cứu cơ chế biến dạng. Điều này là do trong quá trình nén, phần lớn các vật liệu đều trải qua các hiện tượng đáng kể và không đáng kể trước khi xảy ra biến dạng dẻo hay gãy vỡ. Do vậy quá trình trung gian xảy ra với vật liệu được kéo đồng trục trước khi xảy ra biến dạng dẻo khiến cho phép thử kéo chứa đựng nhiều khó khăn.
Nói chung vật liệu biến dạng đàn hồi khi chịu một lực nhỏ, và sẽ trở lại hình dạng ban đầu khi ngừng tác dụng lực đàn hồi. Hiện tượng này được gọi là biến dạng đàn hồi và tuân theo định luật Hooke. Vật liệu sẽ biến dạng một cách đàn hồi cho tới khi lực gây ra biến dạng vượt quá giới hạn đàn hồi, còn được gọi là ứng suất chảy dẻo. Từ thời điểm này vật liệu sẽ biến dạng vĩnh viễn và không thể trở lại hình dạng ban đầu khi ngừng tác dụng lực. Hiện tượng này gọi là biến dạng dẻo. Ví dụ nếu một người kéo giãn một cuộn lò xo, nó sẽ quay lại hình dạng ban đầu, nhưng nếu kéo quá giới hạn đàn hồi, nó vẫn sẽ bị biến dạng và không thể trở lại hình dáng ban đầu.
Biến dạng đàn hồi kéo giãn các liên kết nguyên tử khỏi vị trí cân bằng mà không tạo đủ năng lượng để phá vỡ liên kết giữa các nguyên tử. Trái lại, biến dạng dẻo phá vỡ liên kết giữa các nguyên tử và có liên quan tới sự tái sắp xếp các nguyên tử trong vật liệu rắn.

### Sai lệch mạng và trường biến dạng mạng
Theo thuật ngữ công nghệ vật liệu, sai lệch mạng được định nghĩa là khuyết tật đường trong cấu trúc tinh thể của vật liệu. Chúng được bao bọc bởi các liên kết tương đối gượng ép (và yếu hơn) so với liên kết giữa các thành phần của mạng tinh thể bình thường. Điều này giải thích tại sao các liên kết này bị bẻ gãy đầu tiên trong quá trình biến dạng dẻo. Cũng như đối với bất cự một hệ nhiệt động học nào, tinh thể có khuynh hướng làm giảm năng lượng của mình bằng cách tạo các liên kết trong các thành phần của tinh thể. Do vậy sự sai lệch tương tác lẫn nhau và với các nguyên tử trong tinh thể. Điều này dẫn tới một trạng thái năng lượng thấp hơn và được ưa thích hơn của tinh thể. Sự sai lệch là một "thực thể âm" do chúng không tồn tại, chúng chỉ là các khoảng trống trong môi trường chính. Do vậy bản thân vật liệu không chuyển động đáng kể. Các chuyển động thấy ở đây là chuyển động của các liên kết của các nguyên tử đứng yên.
Các liên kết lệch xung quanh một sai lệch phụ thuộc vào trường biến dạng của mạng. Ví dụ có các liên kết lệch nén nằm ngay cạnh sai lệch biên và liên kết lệch dãn nằm ngoài một đầu của một sai lệch biên. Điều này lần lượt tạo thành các trường biến dạng nén và trường biến dạng dãn.
Hệ quả thấy được (vĩ mô) của biến dạng dẻo là do chuyển động của sai lệch ở tầm vi mô. Ví dụ sự giãn dài của mẫu thép trong quá trình thử kéo gây ra bởi sự di chuyển của các sai lệch ở tầm nguyên tử.

### Gia tăng sai lệch và sự làm cứng nguội
Sự gia tăng số lượng sai lệch là sự định lượng về hiệu quả của làm cứng nguội. Biến dạng dẻo là kết quả của công tác dụng lên vật liệu, năng lượng được cung cấp cho vật liệu. Hơn nữa năng lượng hầu như luôn được cung cấp nhanh và nhiều đủ để không chỉ làm dịch chuyển các sai lệch có sẵn mà còn sản sinh ra một lượng lớn các sai lệch mới. Các sai lệch mới được tạo ra bởi nguồn Frank-Read.
Độ bền dẻo được gia tăng thông qua làm cứng nguội. Bằng cách dùng trường biến dạng mạng có thể thấy là một môi trường chứa đầy các sai lệch sẽ cản trở chuyển động của mỗi sai lệch. Do chuyển động của các sai lệch bị cản trở, biến dạng dẻo không thể xảy ra ở ứng suất thường. Ngay cả khi ứng suất vượt qua độ bền dẻo của vật liệu không qua làm cứng nguội, vật liệu đã qua làm cứng nguội vẫn biến dạng theo quy luật đàn hồi. Cơ chế nén và dãn của các liên kết tĩnh điện (không có chuyển động của các sai lệch) tiếp tục diễn ra, với module đàn hồi là không đổi. Cuối cùng ứng suất đủ lớn để vượt qua tương tác trường biến dạng và biến dạng dẻo xảy ra.
Tuy vậy vật liệu qua làm cứng nguội có tính dẻo giảm. Thực ra vật liệu qua làm cứng nguội là vật liệu thường có biến dạng đàn hồi vượt qua một phần của biến dạng dẻo cho phép.
Nếu chuyển động của các sai lệch và biến dạng dẻo bị cản trở đủ mạnh do sự tích lũy sai lệch, và sự giãn của các liên kết tĩnh điện và biến dạng đàn hồi đạt tới giới hạn của nó, dạng thứ ba của biến dạng xảy ra, đó là gãy vỡ.

### Định lượng
Ứng suất τ của sai lệch phụ thuộc vào module trượt G, hằng số mạng b và mật độ sai lệch {\displaystyle \rho _{\perp }}:
{\displaystyle \tau =\tau _{0}+G\alpha b\rho _{\perp }^{1/2}\ }
trong đó {\displaystyle \tau _{0}} là độ bền của vật liệu nguyên chất với mật độ sai lệch thấp và {\displaystyle \alpha } là hệ số hiệu chỉnh tùy thuộc vào vật liệu.
Từ trên có thể thấy làm cứng nguội có quan hệ với căn bậc hai của số sai lệch. Vật liệu có độ bền cao khi có mật độ sai lệch cao (hơn 1014 sai lệch trên mỗi m²) hoặc không có sai lệch nào. Số sai lệch trung bình (107 tới 109) thường dẫn tới độ bền thấp.

## Công thức thực nghiệm
Có hai công thức phổ biến mô tả sự làm cứng nguội. Phương trình của Hollomon thể hiện quan hệ lũy thừa giữa ứng suất và biến dạng dẻo:
{\displaystyle \sigma =K\epsilon _{p}^{n}\,\!}
trong đó σ là ứng suất, K là chỉ số độ bền, εp là biến dạng dẻo và n là chỉ số làm cứng. Phương trình của Ludwik cũng tương tự nhưng gồm cả ứng suất biến dạng dẻo:
{\displaystyle \sigma =\sigma _{y}+K\epsilon _{p}^{n}\,\!}
Nếu vật liệu đã biến dạng trước đó (tại nhiệt độ thấp) thì ứng suất biến dạng dẻo sẽ tăng một lượng phụ thuộc vào biến dạng dẻo trước đó ε0:
{\displaystyle \sigma =\sigma _{y}+K(\epsilon _{0}+\epsilon _{p})^{n}\,\!}
Hằng số K phụ thuộc vào cấu trúc và bị ảnh hưởng bởi quy trình trong khi n là một tính chất của vật liệu và nằm trong khoảng 0.2 tới 0.5. Chỉ số làm cứng có thể tính theo:
{\displaystyle n={\frac {d\log(\sigma )}{d\log(\epsilon )}}={\frac {\epsilon }{\sigma }}{\frac {d\sigma }{d\epsilon }}\,\!}
Tính toán lại có thể xác định được tốc độ biến dạng tại một vị trí ứng suất hai biến dạng:
{\displaystyle {\frac {d\sigma }{d\epsilon }}=n{\frac {\sigma }{\epsilon }}\,\!}